# Itsandra (ort i Komorerna)
Itsandra är en ort i Komorerna.   Den ligger i distriktet Grande Comore, i den västra delen av landet, 3 km norr om huvudstaden Moroni. Itsandra ligger 26 meter över havet och antalet invånare är 3 168.
Terrängen runt Itsandra är kuperad åt nordost, men åt sydost är den bergig. Havet är nära Itsandra åt nordväst. Runt Itsandra är det tätbefolkat, med 411 invånare per kvadratkilometer. Närmaste större samhälle är Moroni, 3,4 km söder om Itsandra. I omgivningarna runt Itsandra växer i huvudsak städsegrön lövskog.